# Marojica (Maro) Mitrović
Marojica (Maro) Mitrović (Dubrovnik, 1950.) je hrvatski slikar

Diplomirao je slikarstvo 1972. godine na ALU Brera u Milanu. Živi i radi u Dubrovniku.
Svoj umjetnički rad Mitrović je započeo pejzažima s motivima mediteranske vegetacije i sunca. Već na početku zamjetna je njegova sklonost ekspresivnom, nadrealnom, snolikom, fantastičnom i mitskom koja je ostala značajkom njegovog rada sve do danas.
Kasnije u njegova djela prodire ljudski lik, često sa simboličnim značenjem, a njegov slikarski rad postaje povremeno i društveno angažiran kritizirajući društvenu netoleranciju, ograničenja i neslobodu pojedinca. Pokazuje se težnja k ludičkom i humorističnom koja od tada trajno obilježava njegov rad.
Maro Mitrović je krajem 1980-ih godina bio prvi predsjednik glasovite dubrovačke Art radionice Lazareti surađujući s ostalim članovima radionice na nizu umjetničkih projekata.
Kroz čitav njegov umjetnički život privlače ga novi mediji i suvremena tehnologija pa od 1985. do 1988. boravi u SAD – u proučavajući nove fotografske tehnike i uporabu elektronike u službi umjetnosti. Vrlo se rano u svome umjetničkom iskazu otvara prema kompjuterizaciji i internetu te je vjerojatno prvi umjetnik u Hrvatskoj koji je reagirao na eksploziju popularnosti društvenih mreža priredivši 2009. godine vrlo uspjelu izložbu „Facebook“.
Glazba je njegov trajni interes i poticaj – Mitrović je bio član svojevremeno popularnog sastava Poklisari, a sam se kasnije posvetio skladanju eksperimentalne elektroničke i multinstrumentalne glazbe. Otkriće sposobnosti sinestezije tj. povezivanja osjetila u cjelovit doživljaj koje izaziva podražavanje jednog osjetila, u njegovom slučaju najčešće sluha, dovodi do serije novih radova, zaigranih, koloristički snažnih prikaza zvukova.
Godinama se profesionalno bavio ronjenjem i ova je strast ostavila zamjetan trag u njegovom radu te će pažljiv promatrač lako na Mitrovićevim slikama uočiti svijet podvodnih bića i osobit osjećaj smanjene gravitacije karakterističan za ronjenje.
Mitrovićevo slikarstvo nikada se nije moglo svrstati u popularne „izme“; primjetan je tu utjecaj japanske kulture koju je umjetnik dugo izučavao studirajući japanski jezik, istočnjačke filozofije, antropozofije, znanstvene fantastike i filmske umjetnosti uopće, psihoanalize i slobodnog istraživanja podsvijesti. Ovaj umjetnik često ističe kako se on ne drži aktivnim autorom njegovih djela, već nekom vrstom oruđa, medijem koji usmjerava stvaralačku energiju.
Marojica Mitrović izlagao je samostalno i na mnogim kolektivnim izložbama.
Važnije izložbe:
- 1975. Galerija Sebastijan, Dubrovnik
- 1977. Centar za kulturu, Skopje
- 1978. Studio Galerije Karas, Zagreb
- 1979. Umjetnička galerija, Dubrovnik
- 1980. Galerija Dubrava, Zagreb
- 1981. Salon Galić, Split
- 1982. Galerija Dubrava, Dubrovnik
- 1987. Somerstown N. Y. USA „Priča o inspiraciji“, sinkro – dija projekcija
- 1988. Galerija Sesame, Dubrovnik, fotografije na platnu s doslikavanjem
- 1990. Art radionica Lazareti, Dubrovnik „U čast Mortona Subotnicka“ i „Vrtlar“, sinkro –   dija projekcija i performance
- 1991. Umjetnička galerija Dubrovnik „Pustinja slobode“ performance Mitrović, Jurjević, Tolj
- 1991. Muzej Rupe, Dubrovnik „Krvavo carstvo“ projekcija s bubnjanjem
- 1992. Glazbena škola Luka Sorkočević, Dubrovnik, koncert s grupom Tikvoony
- 1993. Atrij Muzeja Mimara, Zagreb
- 1993. Klaustar samostana sv. Klare, Dubrovnik „Dubrovnik poslije“ multimedijalno događanje
- 1993. Teatar Marina Držića, Dubrovnik „Ekološka restauracija Gospina polja“ sinkro – dija
- 1993. Galerija Sebastian, Dubrovnik „Izložba mraka, zvuka i nešto malo svjetla“ sinkro – dijaprojekcija
- 1994. Art radionica Lazareti, Dubrovnik
- 1994. Galerija proširenih medija, Zagreb „Sinestezija“ sinkro – dija projekcija
- 1995. Galerija Sebastian, Dubrovnik
- 1995. Galerija Sebastian, Šibenik
- 1995. Salon Galerije Karas, Zagreb
- 1997. Umjetnička galerija Dubrovnik „Doba parenja vilinog konjica“ izložba slika
- 2001. Galerija Sebastian, Dubrovnik
- 2006. Galerija Otok, Dubrovnik „Vodena crta“ izložba fotografija
- 2008. Galerija Sebastian, Dubrovnik
- 2009. Galerija Sebastian, Dubrovnik
- 2009. Galerija Sebastian, Dubrovnik  „Facebook“ izložba printeva
- 2009. Art radionica Lazareti, Dubrovnik „Prst moje rastezljive sudbine“ performance i izložba slika
- 2011. Galerija Flora, Dubrovnik „Sinestezija“
- 2012. Studio Let 777, Dubrovnik
- 2013. Galerija Flora, Dubrovnik

Osvojena priznanja i otkupi:
- 1977. Otkup Umjetničke galerije Dubrovnik
- 1978. II. nagrada na XI. Hercegovačkom salonu
- 1978. Otkup komisije grada Zagreba
- 1979. I. nagrada na proljetnoj izložbi HDLU Dubrovnik
- 1980. II. nagrada na proljetnoj izložbi HDLU Dubrovnik
- 1981. Otkup Umjetničke galerije Dubrovnik
- 1982. Posebno priznanje za likovno stvaralaštvo na proljetnoj izložbi HDLU Dubrovnik